# Моральсарсаль
Моральсарсаль (ісп. Moralzarzal) — муніципалітет в Іспанії, у складі автономної спільноти Мадрид. Населення — 11 801 особа (2010).
Муніципалітет розташований на відстані близько 36 км на північний захід від Мадрида.
На території муніципалітету розташовані такі населені пункти: (дані про населення за 2010 рік)
- Моральсарсаль: 11228 осіб
- Фуенте-дель-Піохо: 18 осіб
- Лас-Прадерас: 2 особи
- Ель-Беррокаль-Ель-Ретамар: 553 особи

## Демографія
Динаміка населення (INE ):

## Галерея зображень

Розташування муніципалітету у автономній спільноті Мадрид
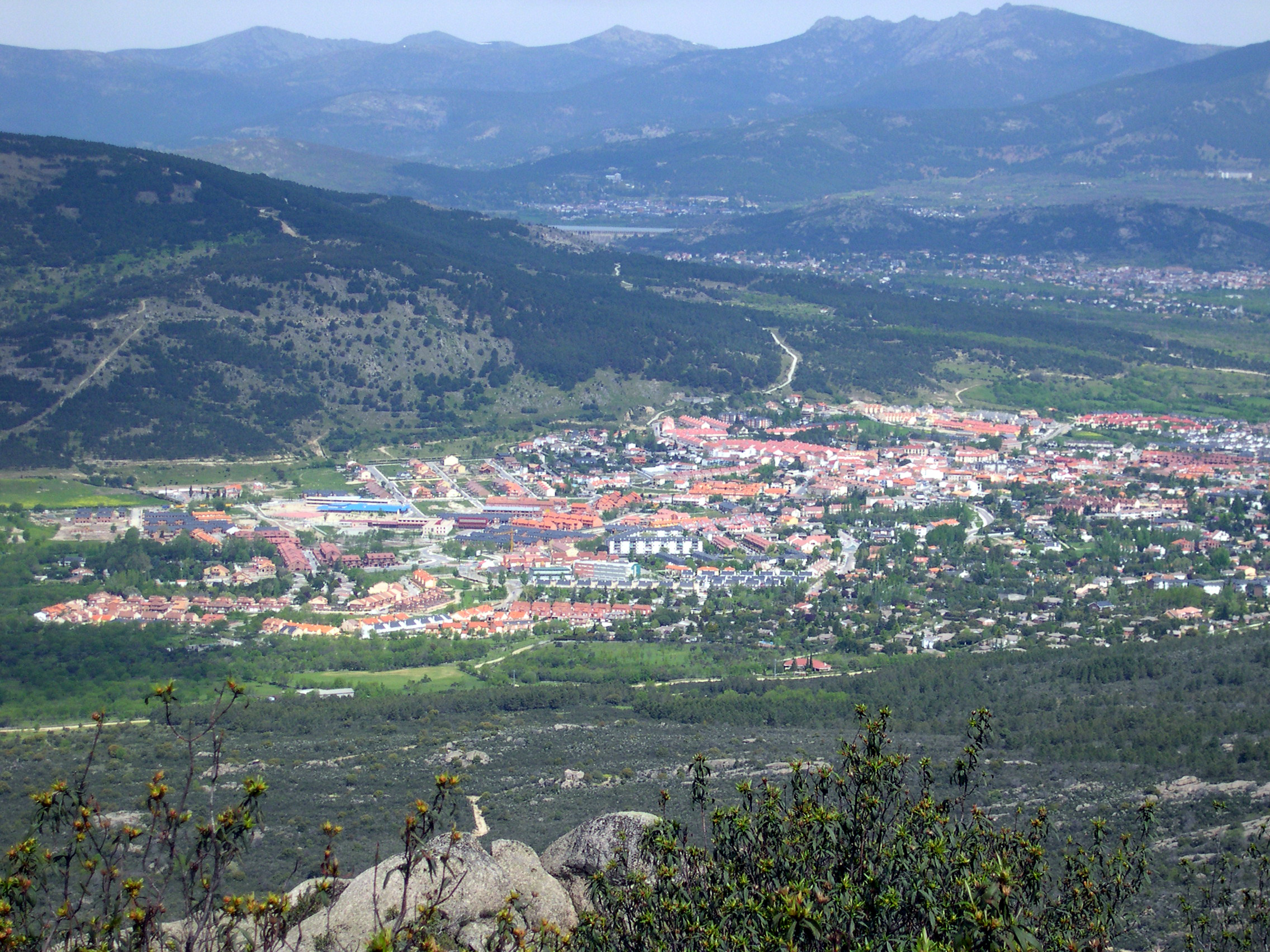
Моральсарсаль